# Butterfly (opzione)
Con il termine di Butterfly nelle opzioni si individua una strategia, che è ottenuta attraverso l'acquisto e vendita contemporanea di opzioni a tre diversi livelli di prezzi di strike del sottostante {\displaystyle X_{1}<X_{2}<X_{3}}, con {\displaystyle X_{1}=X_{2}-a}, {\displaystyle X_{3}=X_{2}+a}, tutte con la stessa data di scadenza.

## Strategia Butterfly
Questa strategia può essere realizzata in posizione short ed in posizione long (ed in entrambi i casi utilizzando esclusivamente opzioni call, od opzioni put); ricordiamo che in generale la posizione short è in generale assunta da un ribassista, ossia colui il quale si aspetta un ribasso del mercato, una posizione long invece viene assunta dal soggetto che si aspetta un rialzo del mercato. Nel caso della Butterfly, si vende o si acquista la volatilità, perciò una butterfly long è per soggetti che prevedono una mercato poco volatile, mentre in posizione short chi attua una strategia che paga con un mercato volatile.

### Butterfly Long

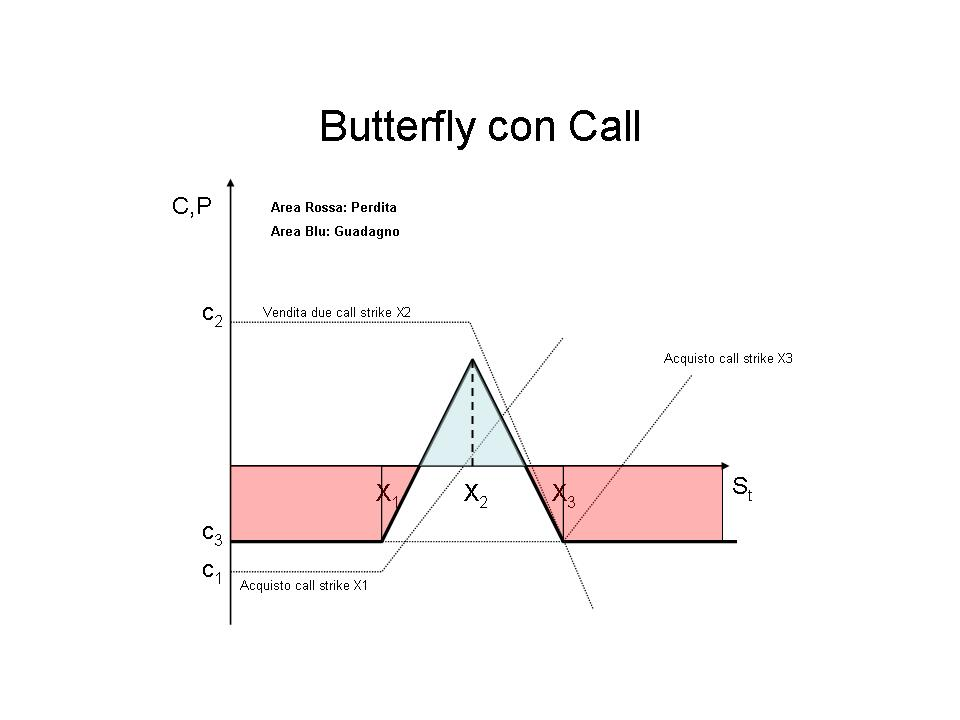
Grafico di una strategia Butterfly attraverso l'acquisto di 2 opzioni call ai prezzi di esercizio di X1 ed X3, e la vendita di due call al prezzo di esercizio di X2

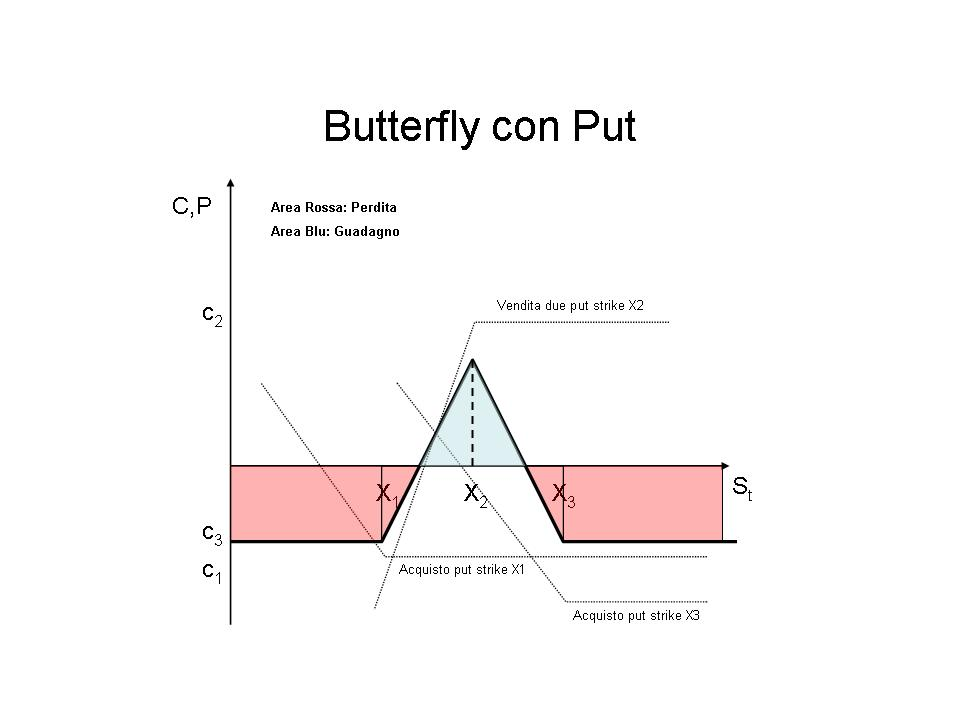
Grafico di una strategia Butterfly attraverso l'acquisto di 2 opzioni put ai prezzi di esercizio di X1 ed X3, e la vendita di due put al prezzo di esercizio di X2

Una strategia Butterfly con Payoff positivi in caso di scarsa volatilità, può essere ottenuta con le seguenti combinazioni:
- Attraverso l'utilizzo dell'Opzione call:
  1. Acquisto di una Call con prezzo di esercizio a:{\displaystyle X_{1}}
  2. Vendita di due Call con prezzo di esercizio a:{\displaystyle X_{2}}
  3. Acquisto di una Call con prezzo di esercizio a:{\displaystyle X_{3}}

- Attraverso l'utilizzo dell'Opzione put:
  1. Acquisto di una Put con prezzo di esercizio a:{\displaystyle X_{1}}
  2. Vendita di due Put con prezzo di esercizio a:{\displaystyle X_{2}}
  3. Acquisto di una Put con prezzo di esercizio a:{\displaystyle X_{3}}

L'equivalenza tra le due strategie, può essere dimostrata attraverso una delle più importanti relazioni tra i prezzi delle opzioni la put-call parity. 
Per creare una strategia butterfly può essere utilizzata anche una strategia mista di call e put, che in questo caso viene chiamata Iron Butterfly.
La strategia di una Butterfly viene utilizzata in un mercato scarsamente volatile. Il titolo sottostante infatti in assenza di volatilità permette di ottenere il massimo pay-off (il profitto della strategia), che si raggiunge quando lo strike (prezzo del sottostante indicato con  {\displaystyle S_{t}}), raggiunge il prezzo mediano {\displaystyle S_{t}=X_{2}}.
Mentre quando {\displaystyle S_{t}<X_{1}} o {\displaystyle S_{t}>X_{3}}, la butterfly produce una perdita limitata pari al costo della strategia (infatti il soggetto che mette in pratica la Butterfly, paga per l'acquisto di due opzioni call e riceve un premio per la vendita di due opzioni call, la differenza determina il costo della operazione).

### Butterfly Short
Una butterfly short, ha le stesse caratteristiche di una buttefly long, ma si costruisce con una composizione di opzioni call o put simmetrica rispetto alla long. Se costruiamo una butterfly short con opzioni call infatti:
1. vendiamo la call con strike price{\displaystyle X_{1}};
2. acquistiamo due call con strike price {\displaystyle X_{2}};
3. vendiamo la call con strike price {\displaystyle X_{3}}.

Anche il grafico è simmetrico a quello visto per la butterfly long e si può facilmente evincere che questa strategia mira a guadagnare (payoff positivi) da un aumento della volatilità, tuttavia il guadagno è limitato nel caso di ampi movimento del mercato.

## Payoff di una strategia Butterfly
Con {\displaystyle S_{t}} indichiamo il prezzo del sottostante, con {\displaystyle X_{i}} lo strike price o prezzo di esercizio dell'opzione, con {\displaystyle C_{i}} il prezzo delle opzioni che è un costo nel caso di acquisto del diritto ed è invece un ricavo in caso di vendita del diritto:
| Stock Price                       | Payoff 1 Acquisto Call              | Payoff 2 Vendita di due Call           | Payoff 3 Acquisto Call              | Payoff totale dell'operazione            |
| {\displaystyle S_{t}<X_{1}}       | {\displaystyle C_{1}}               | {\displaystyle 2C_{2}}                 | {\displaystyle C_{3}}               | {\displaystyle (C_{1}+2C_{2}+C_{3})=i<0} |
| {\displaystyle X_{1}<S_{t}<X_{2}} | {\displaystyle (S_{t}-X_{1})+C_{1}} | {\displaystyle 2C_{2}}                 | {\displaystyle C_{3}}               | {\displaystyle S_{t}-X_{1}+i}            |
| {\displaystyle X_{2}<S_{t}<X_{3}} | {\displaystyle (S_{t}-X_{1})+C_{1}} | {\displaystyle -2(S_{t}-X_{2})+2C_{2}} | {\displaystyle C_{3}}               | {\displaystyle X_{3}-S_{t}+i}            |
| {\displaystyle X_{3}<S_{t}}       | {\displaystyle (S_{t}-X_{1})+C_{1}} | {\displaystyle -2(S_{t}-X_{2})+2C_{2}} | {\displaystyle (S_{t}-X_{3})+C_{3}} | {\displaystyle i<0}                      |